# فيرنيساج يريفان

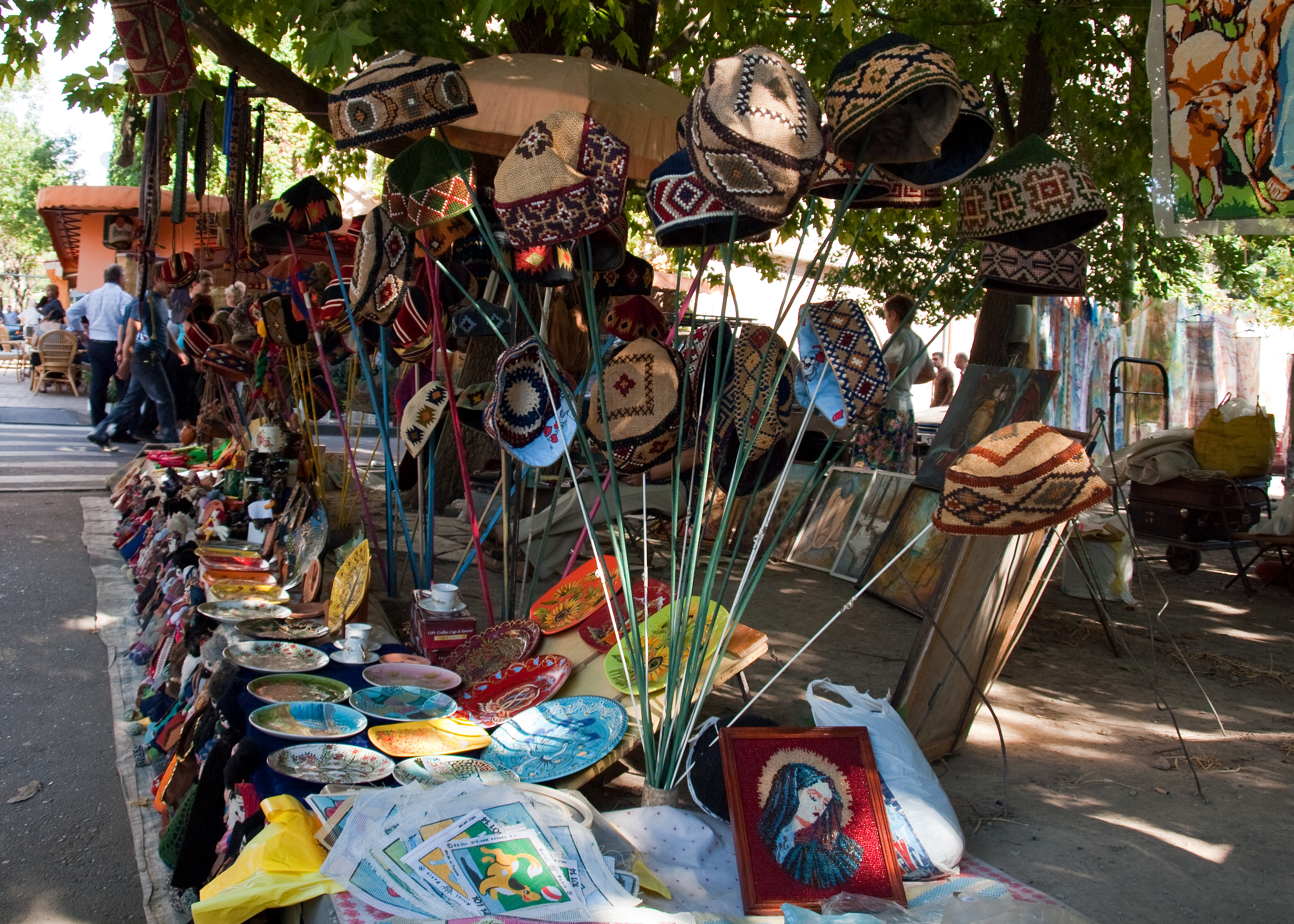

فيرنيساج يريفان (الأرمينية: (فيرنيساز)) هو سوق كبير في الهواء الطلق في يريفان، أرمينيا. اسم السوق مشتق من الكلمة الفرنسية vernissage. يقع السوق على طول شارعي أرام وبوزاند على طول 350 متر ويربطان شارع Hanrapetutyun مع شارع Khanjyan. يتميز السوق بشكل رئيسي بمجموعة من أنواع مختلفة من الأعمال الفنية الأرمنية التقليدية.

## نظرة عامة
فيرنيساج يريفان هو سوق للمعارض في الهواء الطلق في عطلة نهاية الأسبوع. تم تشكيلها خلال الثمانينيات من قبل فنانين أرمن بدأوا أعمالهم الفنية في الميدان المجاور لاتحاد الفنانين في أرمينيا (ساحة تشارلز أزنافور الحالية). واستخدم آخرون الحديقة في المعهد الموسيقي في ولاية كوميتاس لإظهار أعمالهم. في وقت لاحق، تم نقل فيرنيساج إلى حديقة مارتييروس ساريان أمام دار الأوبرا. تم توسيع سوق المعارض تدريجيا وانتقلت أخيرا إلى شارعي أرام وبوزاند، بدءا من محطة مترو ساحة الجمهورية وانتهت مع تمثال فاردان ماميكونيان. ومع ذلك، لا يزال الرسامون يستخدمون حديقة ساريان لإظهار أعمالهم في الرسم.
توجد في السوق السجاد التقليدي، والمجموعات القديمة من العملات المعدنية والميداليات، والكتب، والمجوهرات، والآلات الموسيقية، والالكترونيات وحتى الفرزات.

## معرض الصور

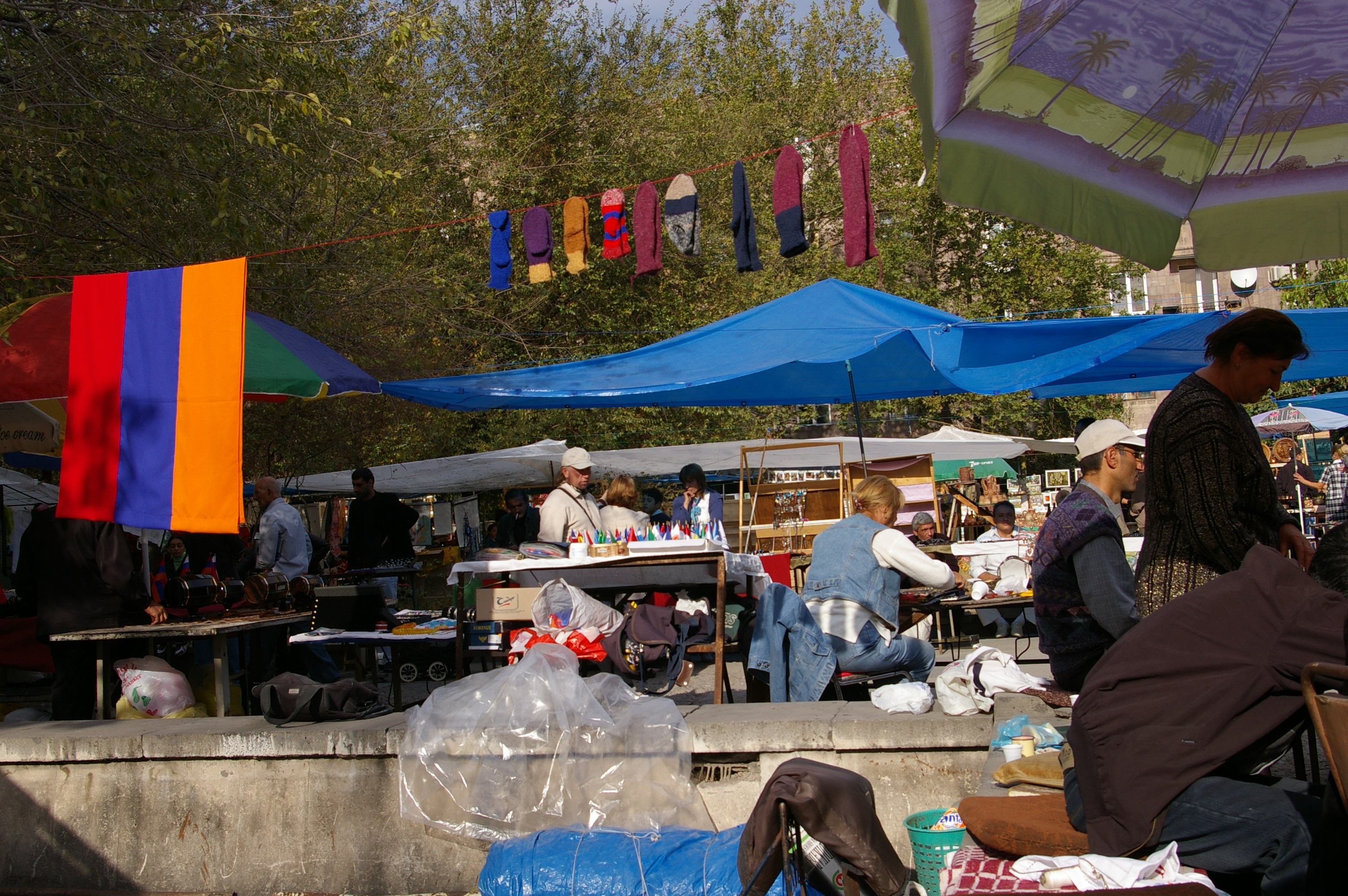
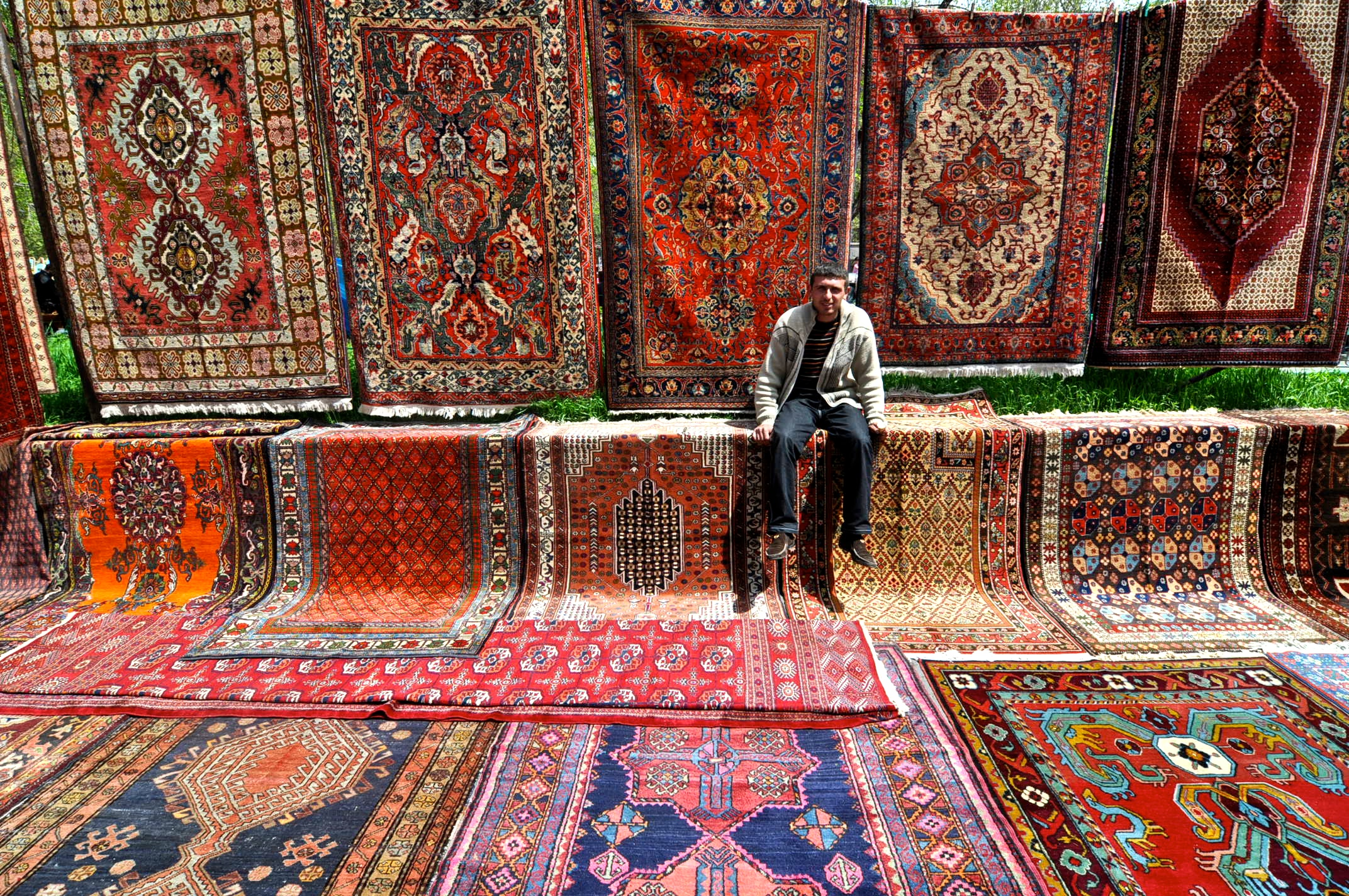